# Tepelný izolant

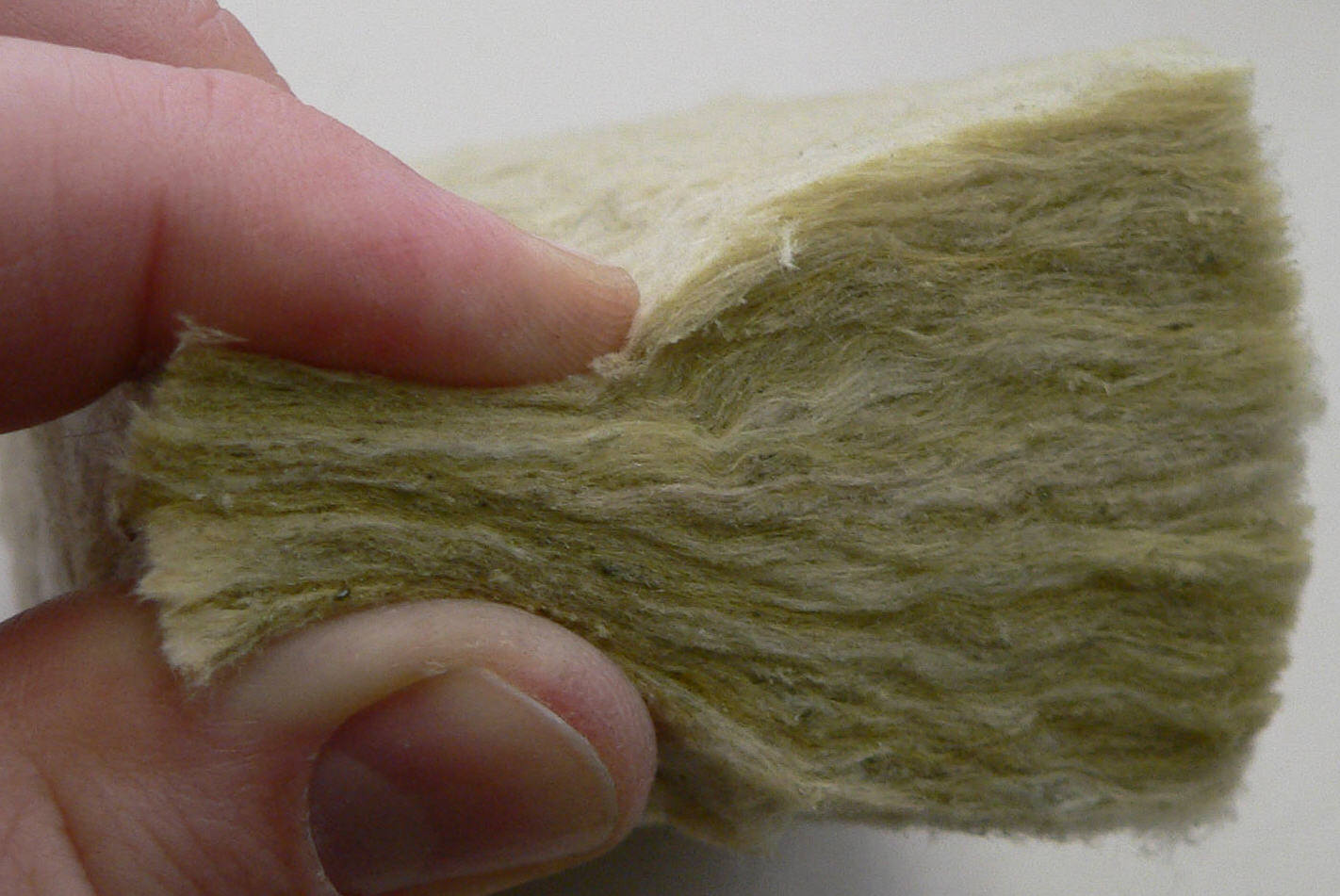
Kamenná vata (vlna)

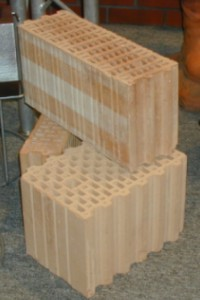
Cihly s dutinami

Tepelný izolant je látka, která špatně vede teplo, tzn. má nízkou tepelnou vodivost. Opakem tepelného izolantu je tepelný vodič.
Veličina, která umožňuje porovnání látek podle tepelné vodivosti, se nazývá součinitel tepelné vodivosti. Tepelné izolanty mají nízký součinitel tepelné vodivosti.

## Příklady tepelných izolantů
Nejlepšími tepelnými izolanty jsou plyny a kapaliny, které rychleji než vedením přenášejí teplo prouděním.
Z pevných látek jsou dobrými tepelnými izolanty především ty látky, které obsahují hodně plynu (vzduchu), např. minerální vlna (kamenná nebo skelná), peří, srst, papír, dále např. sklo, dřevo, polystyren, ap. Ve stavebnictví se kvůli lepší tepelné izolaci používají cihly s dutinami. Z látek neobsahující plyny jsou dobrými tepelnými izolanty například plasty (mezi které patří výše zmíněný polystyren, polyuretan ale také bakelit a řada dalších).

## Využití
Tepelné izolanty se využívají všude tam, kde je třeba zabránit předávání tepla – k tomu dochází nejčastěji, když je třeba zabránit úniku tepla (zateplení domu, potrubí, atp.) anebo v případě, kdy je třeba zabránit ohřevu nějakého materiálu (dřevěná držadla kuchyňského nádobí).
Typickým příkladem z praxe je zimní oblečení, které izoluje teplo díky vzduchu, který je uzavřený mezi vlákny vlněného svetru, na obdobném principu fungují dutá vlákna či peří. Proto je v zimě vhodnější mít oblečeno několik vrstev tenkého oblečení než jedinou silnou textilii. Mezi vrstvami oblečení je dostatek vzduchu, který brání tepelným ztrátám.
Dalším příkladem je izolování zdí a budov. Izolace z minerální vlny nebo celulózy (ekologicky využitý sběrový papír, rozemletý a ošetřený boritými solemi, které zabrání hoření, plesnivění atd. snadno aplikovatelné foukáním) zadržují vzduch a zpomalují jeho proudění, čímž snižují tepelné ztráty. Jednoduše řečeno, izolace stěn, podkroví a podlah vašeho domu nebo bytu zabraňuje tepelným ztrátám v zimním období (a také nárůstu tepla v letním období). Protože dochází ke snížení spotřeby energie za vytápění, vede to k nižším účtům za vytápění, nižšímu opotřebení kotle, dochází ke snížení emisí CO2 z elektrárny, snižuje se riziko globálního oteplování a klimatických změn.

## Důležité vlastnosti tepelných izolací
U tepelných izolací se vyplatí sledovat několik vlastností, zejména tepelný odpor a zvukovou neprůzvučnost. Čím vyšší je tepelný odpor, tím lepší. U materiálů se často uvádí spíše „obrácený“ ukazatel, a to součinitel tepelné vodivosti λ (lambda). Ten uvádí, kolik tepla (chladu) může daným materiálem prostoupit, a tedy zde naopak platí, že čím nižší lambda, tím lepší tepelná izolace. V projektu a tepelném auditu budovy je většinou specifikován minimální tepelný odpor, který musí konstrukce splnit. Doporučuje se raději odpor o vrstvu ještě zvětšit nebo zvolit materiál s lepší (nižší) lambdou, aby zde byla vytvořena rezerva do budoucna (dnes jsou požadavky na minimální tepelný odpor například obvodových stěn nebo střech několikanásobně vyšší než před 20 lety).
Zvuková neprůzvučnost. Čím více tepelná izolace tlumí hluk, tím lépe. Je žádoucí maximálně utlumit hluk z okolí domu, jiných místností podkroví nebo třeba hluk od deště dopadajícího na střechu (to je zvláště důležité u plechových krytin).
Jak tepelná izolace drží tvar se projeví hned při montáži. Jak se vkládá do připraveného roštu a jak je snadné dokonale a bez mezírek vyplnit daný prostor, aby nikde nevznikaly tepelné mosty. Důležité je ale i vlastnost dlouhodobého „držení tvaru“. Pokud jde o nekvalitní tepelnou izolaci, může se po několika letech „sesedat“, a v původně dobře zaizolovaném prostoru se začnou projevovat tepelné mosty. Ty mohou způsobovat kondenzaci vodní páry v konstrukci. Vlhkost způsobí ještě horší izolační vlastnosti a problém se pak vyhrocuje a často může dospět až k poměrně finančně náročným opravám.